# Bigui
Bigui est un village du Cameroun situé dans la région de l'Extrême Nord, le département du Mayo-Danay et l'arrondissement de Gobo. 